# Segretissimo (film)
Segretissimo è un film del 1967 diretto da Fernando Cerchio.